# Masaya Nishitani
Masaya Nishitani (西谷 正也, Nishitani Masaya) est un footballeur japonais né le 16 septembre 1978.